# STS–119
Az STS–119 jelű küldetés az amerikai űrrepülőgép-program 125., a Endeavour űrrepülőgép 36. repülése. A 100. Space Shuttle küldetés a Challenger-katasztrófa óta, egyben a 28. űrrepülés a ISS fedélzetére.

## Küldetés
Feladata az S6 rácselem feljuttatása a Nemzetközi Űrállomásra, így befejeződik a Integrált rácsszerkezet építése.

## Jellemzői
A beépített kanadai Canadarm (RMS) manipulátor kar 50 méteres kinyúlást biztosított (műholdak indítása/elfogása, külső munkák [kutatás, szerelések], hőpajzs külső ellenőrzése) a műszaki szolgálat teljesítéséhez. Az Orbiter Boom Sensor System (OBSS) rendszerrel újabb 15 méterrel meghosszabbították a manipulátor kinyúlási távolságát.

## Személyzet
(zárójelben a repülések száma az STS–119 küldetéssel együtt)
- Lee Archambault  (2) - parancsnok
- Dominic Anthony Antonelli  (1) - pilóta
- Joseph Michael Acaba  (1) - küldetésfelelős
- Steven Ray Swanson  (2) - küldetésfelelős
- Richard Robert Arnold  (1) - küldetésfelelős
- John Lynch Phillips  (3) - küldetésfelelős
- Vakata Kóicsi  (3) - fedélzeti mérnök - JAXA

### Visszatérő ISS Személyzet
- Lee Joseph Archambault  (2) - parancsnok
- Dominic A. Antonelli  (1) - pilóta
- Joseph Michael Acaba  (1) - küldetésfelelős
- Steven R. Swanson  (2) - küldetésfelelős
- Richard R. Arnold (1) - küldetésfelelős
- John Lynch Phillips  (3) - küldetésfelelős
- Sandra Hall Magnus  (2) - ISS fedélzeti mérnök/küldetésfelelős

## Repülés

### Első nap, március 15., indítás

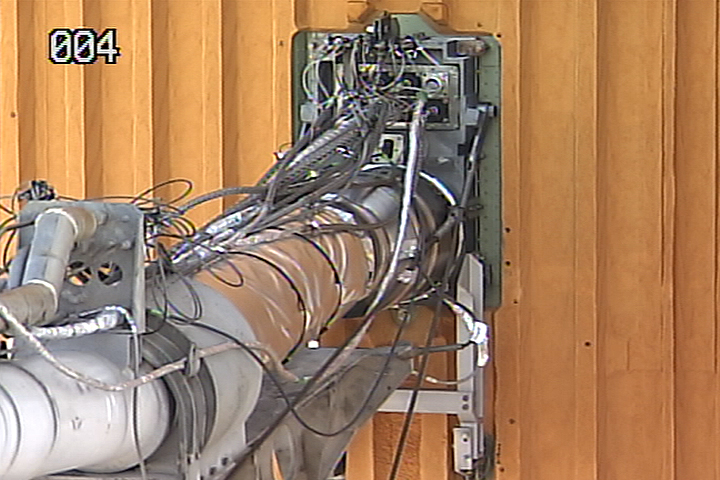
A meghibásodott hidrogén-feltöltő rendszer

Eredetileg 2009. február 12-ére tervezték küldetését, de ötször módosították az indítási dátumot, az űrsikló üzemanyag-adagoló rendszerében felmerült problémák miatt. A hajtóműben és az üzemanyagtartályban a nyomás egyensúlyáért három szelep felel; az Endeavour tavaly novemberi útján ebből hibásodott meg egy, de a másik kettőnek sikerült átvenni a feladatát. Az indítást március 11-én a start előtt pár órával újra elhalasztották, mert a cseppfolyós hidrogén szivárgását észlelték. A késés miatt, hogy a dokkolóegységen helyet tudjanak biztosítani a Szojuz TMA–14 űrhajónak, a repülést le kellett rövidíteni 13 napra, a negyedik űrsétát pedig törölni.

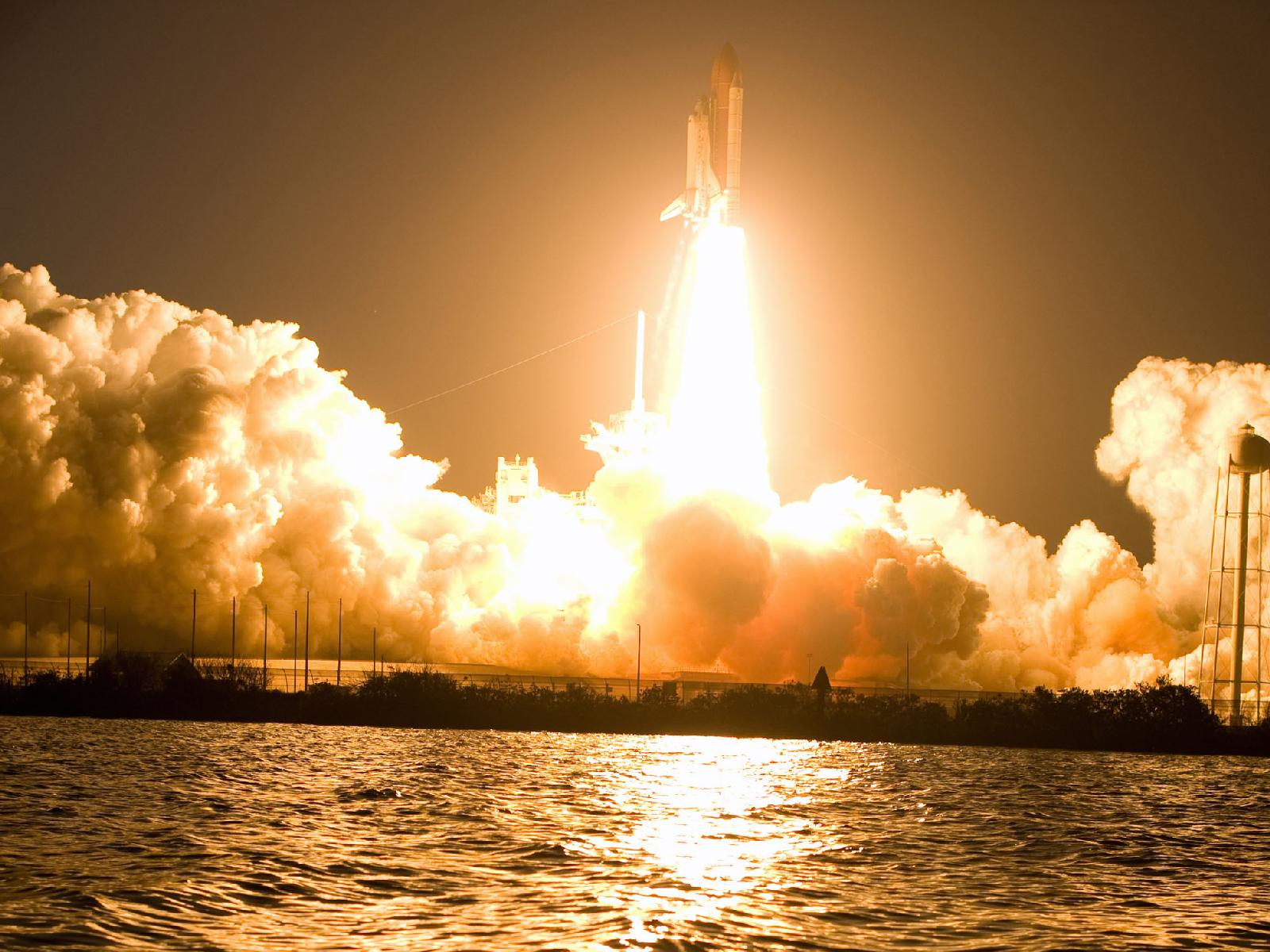
A Dicovery esti indítása.

Március 15-én a szilárd hajtóanyagú gyorsítórakéták, Solid Rocket Booster(SRB) segítségével Floridából, a Cape Canaveral (KSC) Kennedy Űrközpontból, a LC39–A (LC–Launch Complex) jelű indítóállványról emelkedett a magasba. A fényképek utólagos elemzése kimutatta, hogy a középső tüzelőanyag-tartályra potyautasként szelindekdenevér kapaszkodott.

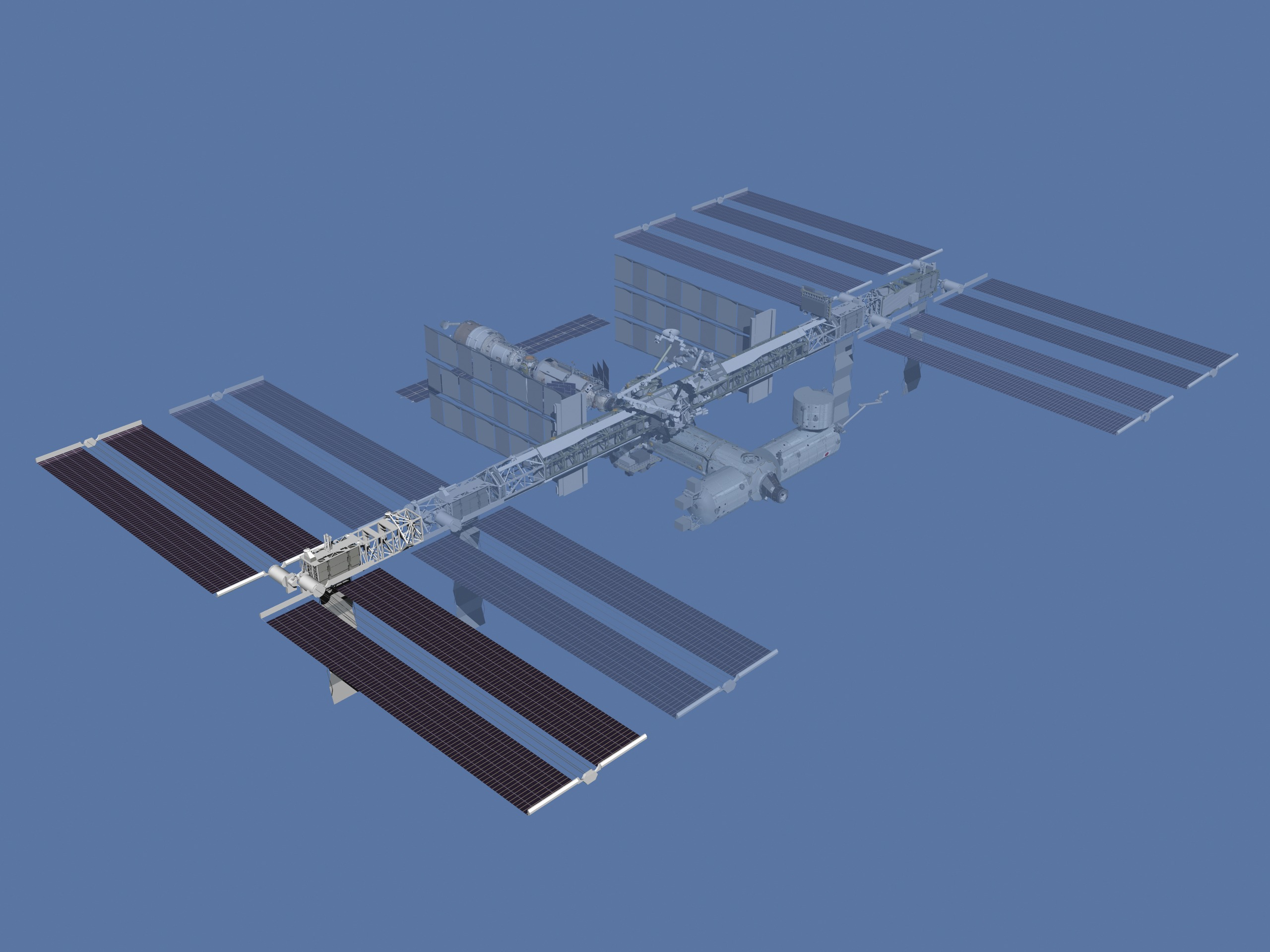
Az ISS a STS-119 küldetés után

Az orbitális pályája 91,6 perces, 51,6 fokos hajlásszögű, elliptikus pálya perigeuma 385 kilométer, az apogeuma 402 kilométer volt. Felszálló tömeg indításkor 120 859 kilogramm, leszálló tömeg 91 166 kilogramm. Szállított hasznos teher 16 957 kilogramm.

### Második nap, március 16.
Az ébresztés után a legénység elkezdte a Discovery hőpajzsának rutinellenőrzését az OBSS segítségével. A dokkolás előkészületeit is megkezdték és ellenőrizték az űrruhákat is.

### Harmadik nap, március 17., dokkolás

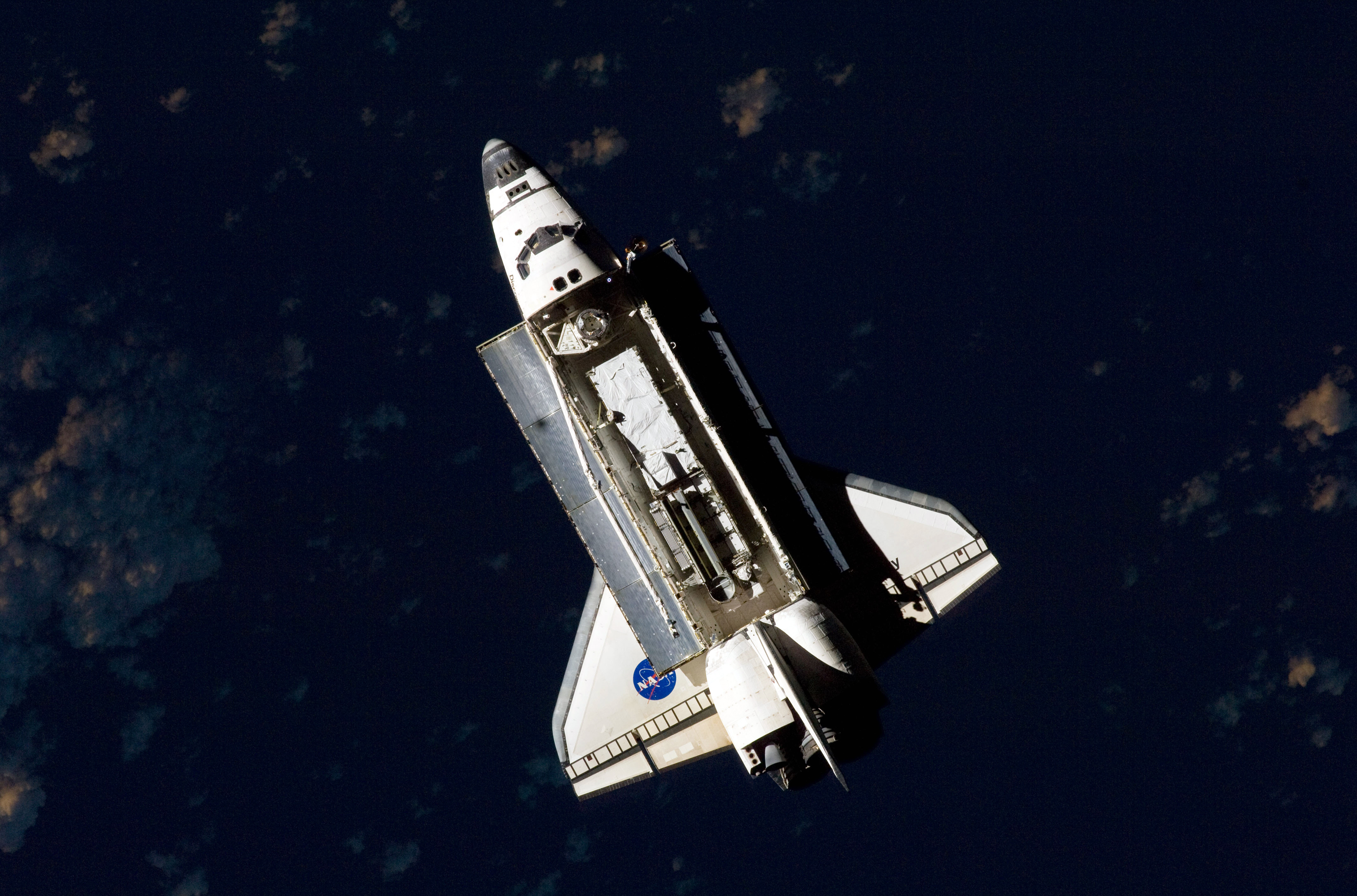
Az űrállomáshoz közelítő Discovery, nyitott raktérajtókkal. A dokkolóberendezés közvetlenül a pilótakabin mögött van

A Discovery pályamódosításokkal utolérte az ISS-t , ezután kezdte el az RPM-et (forgási manőver), közben az ISS legénysége fotósorozatot készített a Discoveryről. Ezt a sorozatot azért készítik, hogy meggyőződjenek róla, nem sérült-e meg az űrrepülőgép burkolata. Ezután kezdte meg a dokkolást a PMA-2-höz (az ISS dokkolórendszere). Az űrrepülőgép magyar idő szerint 22:19:53-kor dokkolt a Nemzetközi Űrállomáson Nyugat-Ausztrália fölött. A zsilipajtókat éjfél után kilenc perccel nyitották ki. Az üdvözlési ceremónia után Koichi Wakata felváltotta Sandra Magnus helyét, aki 126 napig volt az ISS-legénység tagja.

### Negyedik nap, március 18.

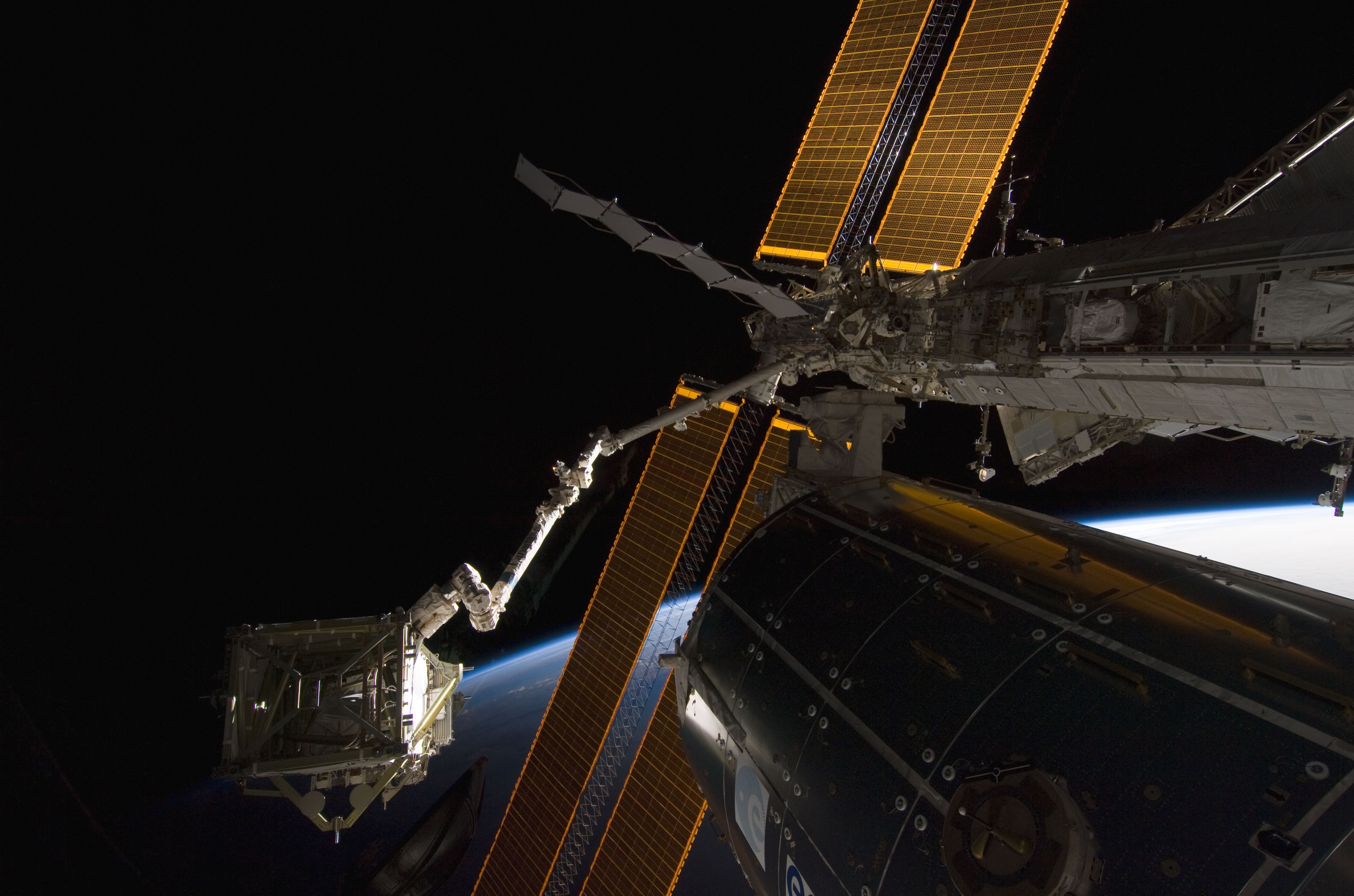
Az összehajtogatott S6 rácselem a Canadarm2 végén, éjszaka

Megkezdték az S6 rácselem kiemelését a Canadarm2 robotkarral a Discovery rakteréből. Ezután az űrrepülőgép robotkarja átvette az S6 rácselemet. Ekkor az űrállomás robotkarját átvitték az Mobile Transporter-en az Integrált rácsszerkezet másik oldalára és ismét átvette az S6 rácselemet. A rácselem a másnapi űrsétáig a robotkaron "éjszakázott".

### Ötödik nap, március 19., EVA 1

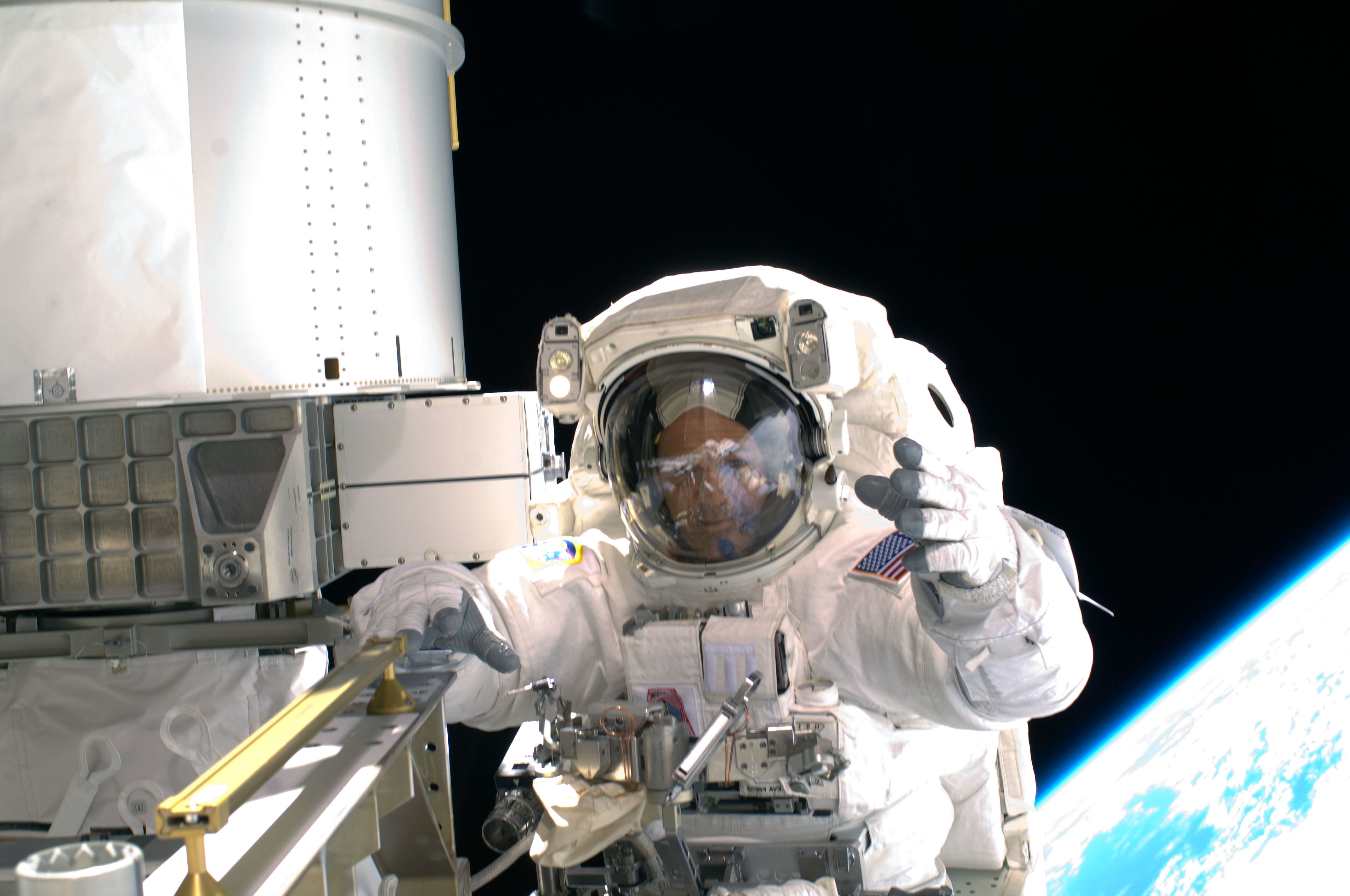
Richard Arnold az első űrsétán (EVA 1)

Steven R. Swanson és Richard Arnold bent éjszakázott a Quest zsilipkamrában, hogy megszokják a nitrogénszegény levegőt, amit 6 óra és 7 perces űrséta alatt fognak belélegezni. Az űrséta előtt Koichi Wakata és John Phillips az űrállomás robotkarjával átvitte az S6 rácselemet a beépítési helyre, az S5 szegmenshez. Swanson és Arnold magyar idő szerint 18:16-kor kezdte el az első űrsétát, hogy installálják az S6 rácselemet.
A két asztronauta fő feladatai voltak:
- az S6 csatlakoztatása az S5-höz
- az energia- és adatkábelek csatlakoztatása
- a termikus- és védőborítások eltávolítása
- a radiátor aktiválása és kinyitása

Az űrséta (a 121. az ISS építés kezdete óta) 0:23-ig (CET) tartott, így 6 óra 7 perces volt.

### Hatodik nap, március 20.
Az 1B napelemet magyar idő szerint 16:06-tól 16:52-ig nyitották ki, a 3B napelemet pedig 17:35-től 18:17-ig. A napelemeket először csak 49%-ig nyitották ki, így a Nap felmelegítette, és nem ragadt össze a harmonikaszerkezet. Ezután nyitották teljesen ki az S6 rácselem napelemeit. Ebéd után Swanson és Acaba elkezdték a Quest zsilipkamra konfigurálását a másnapi űrsétához. Az éjszakát a zsilipkamrában töltötték.

### Hetedik nap, március 21., EVA 2

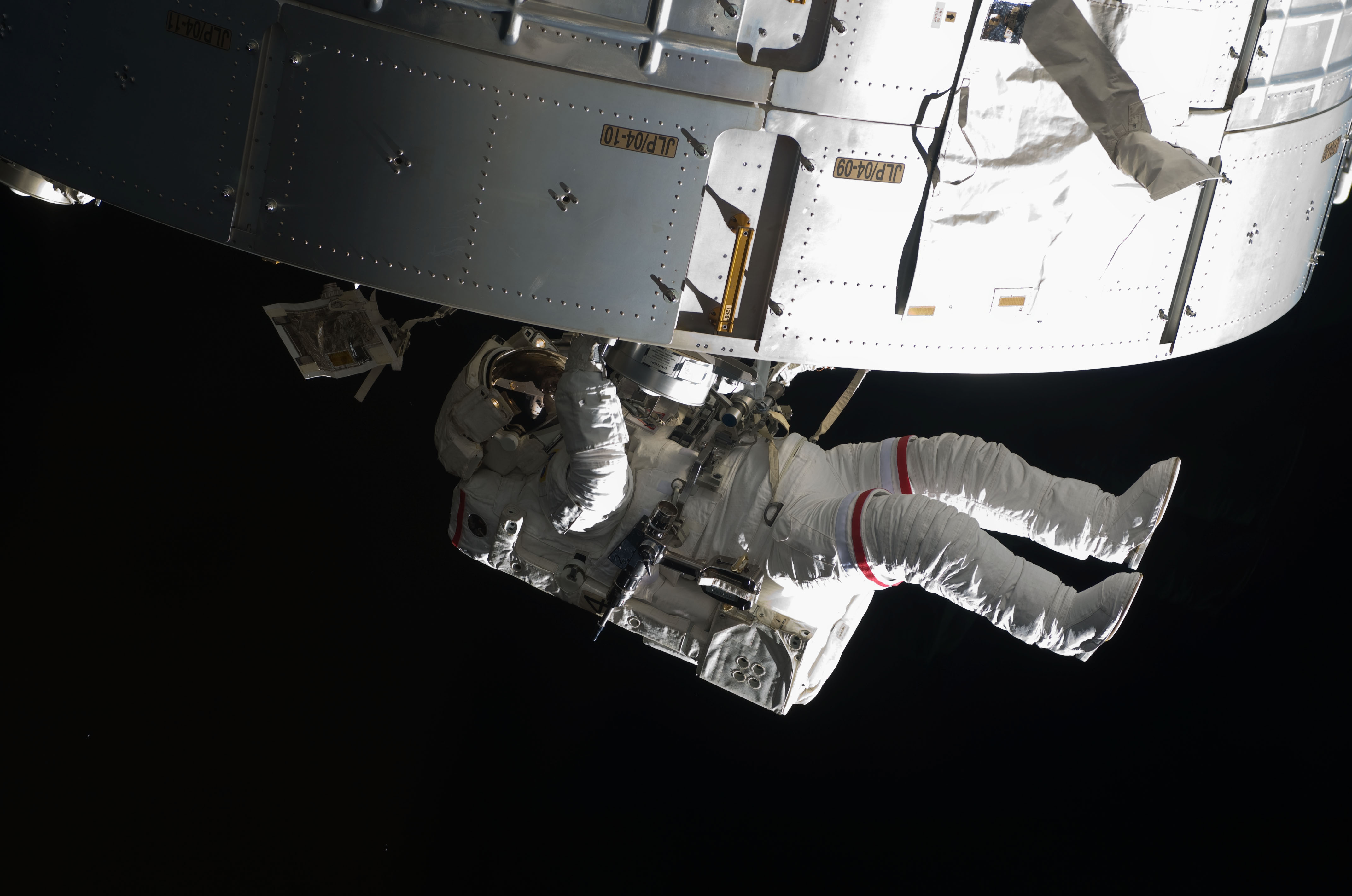
Steve Swanson a második űrsétán (EVA 2)

Steven R. Swanson és Joseph M. Acaba a küldetés második űrsétáját 17:51-kor CET kezdte meg.
A két asztronauta fő feladatai voltak:
- az STS–127 küldetés munkaterületének előkészítése
- a légüres teherszállító rögzítési rendszerének (UCCAS) a P3 rácselemen történő részleges telepítése
- a második GPS antenna telepítése a Kibo modulon (a japán HTV teherűrhajó szeptemberi küldetésének segítéséhez)
- infravörös képek készítése a P1 és S1 rácselemek radiátorairól
- a Z1 rácselem giroszkópjainak és energiakábeleinek újrakonfigurálása

Az űrséta (a 122. az ISS építés kezdete óta) 0:21-ig (magyar idő szerint) tartott, így 6 óra 30 perces volt. Kisebb problémák adódtak egy rögzítőelemmel, melyet rossz pozícióban hagytak, ennek korrigálását a harmadik űrsétára hagyták, melyet emiatt át kellett szervezni. Emellett Swanson szkafanderével is adódtak problémák.

### Nyolcadik nap, március 22.
Ezen a napon a Discovery legénysége először pihenhetett a küldetés kezdete óta, utána egy interjún vettek részt. Ezután a houstoni küldetésirányító zöld utat adott az űrállomás vizeletfeldolgozó szerkezet (Urine Processor Assembly) új lepárlókészülékének (Distillation Assembly) mintavételéhez. De egy fél óra múlva lefújták a mintavételt, mert a vizelet a vártnál lassabban folyt UPA-ba. Az űrállomást egy űrszemétdarab veszélyeztette, mely egy kínai hordozórakéta utolsó fokozatából származott. Az űrrepülőgép kormányfúvókáival elfordították az egész komplexumot úgy, hogy a Discovery szárnyainak fékező hatása miatt megnövekedjen a légellenállása (az alacsony Föld körüli pályán a felsőlégkör fékező hatása még mérhető), és emiatt mintegy 30 cm/s-mal csökkenjen a sebessége, így elkerülve a veszélyes közelséget. Az űrhajósok a legnagyobb közelséget űrhajóikban töltötték, az evakuálásra felkészülve. Később a vizelet-lepárlókészülék mintavételét újra elkezdték, ami 4-5 órába telt. Joseph M. Acaba és Richard Arnold beköltözött a Quest modulba, hogy felkészüljenek az utolsó űrsétára.

### Kilencedik nap, március 23., EVA 3

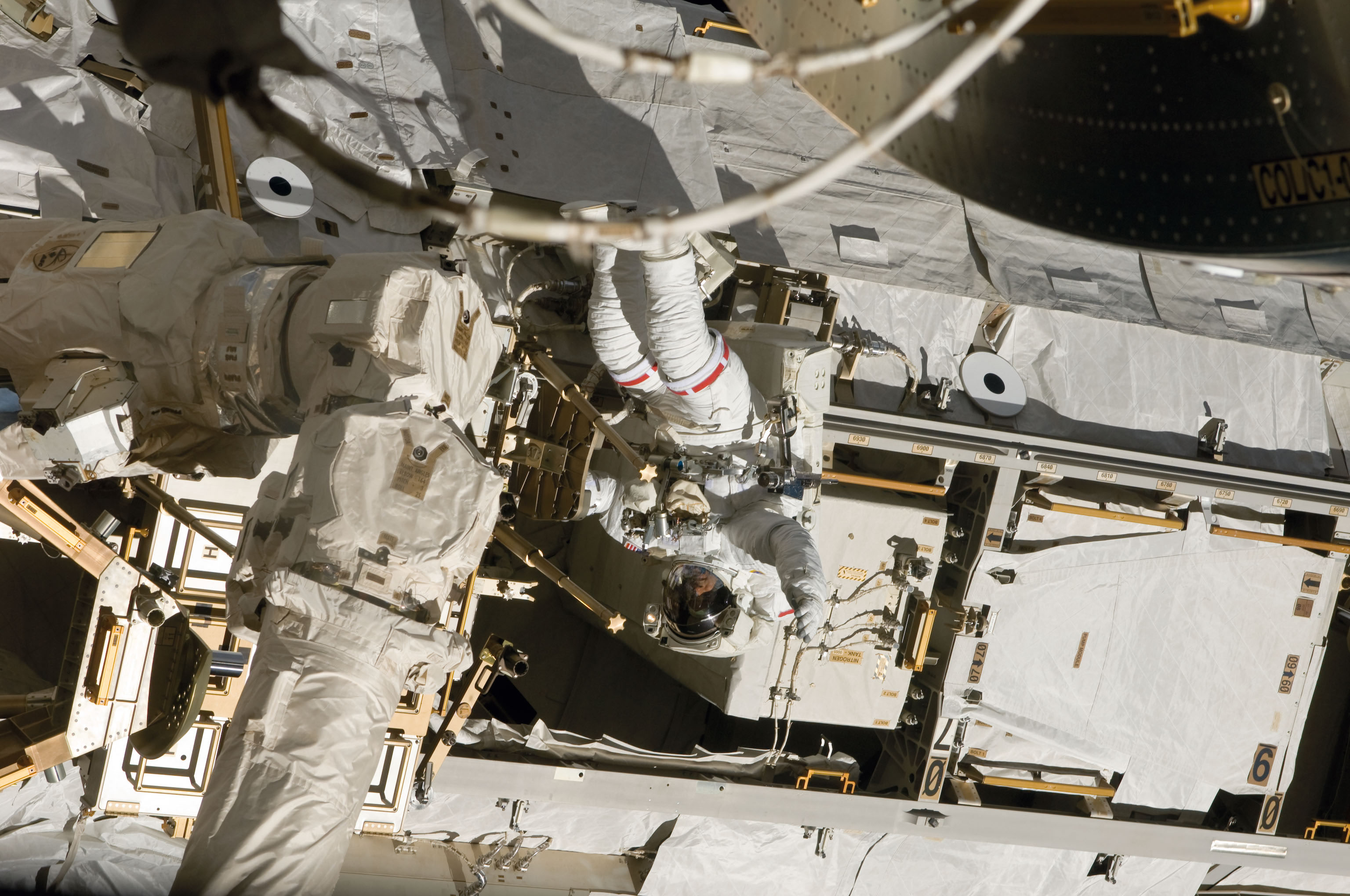
Joseph M. Acaba a harmadik űrsétán (EVA 3)

Hajnalra az űrállomás visszatért az eredeti helyzetébe a törmelék-elkerülő manőver (Debris Avoidance Maneuver) után. Joseph Acaba és Richard Arnold magyar idő szerint 16:37-kor kezdték el a harmadik, egyben az utolsó űrsétát.
A két asztronauta fő feladatai voltak:
- A legénység felszereléseit tartalmazó segédeszköz (CETA) áthelyezése a P1-ről az S1-re, és arra egy új csatlakozó felszerelése
- A Canadarm2 robotkarjának csuklószerkezetét megkenték
- Az UCCAS telepítésének befejezése
- Hővédő takaró elhelyezése a Dextre manipulátoron

Az űrséta (a 123. az ISS építés kezdete óta) magyar idő szerint 23:04-ig tartott, így 6 óra 27 perces volt. Újabb probléma akadt. Nem tudták az UCCAS-t telepíteni, ezért ideiglenes módon rögzítették, amit az STS–127 küldetésen fejeztek be.

### Tizedik nap, március 24.

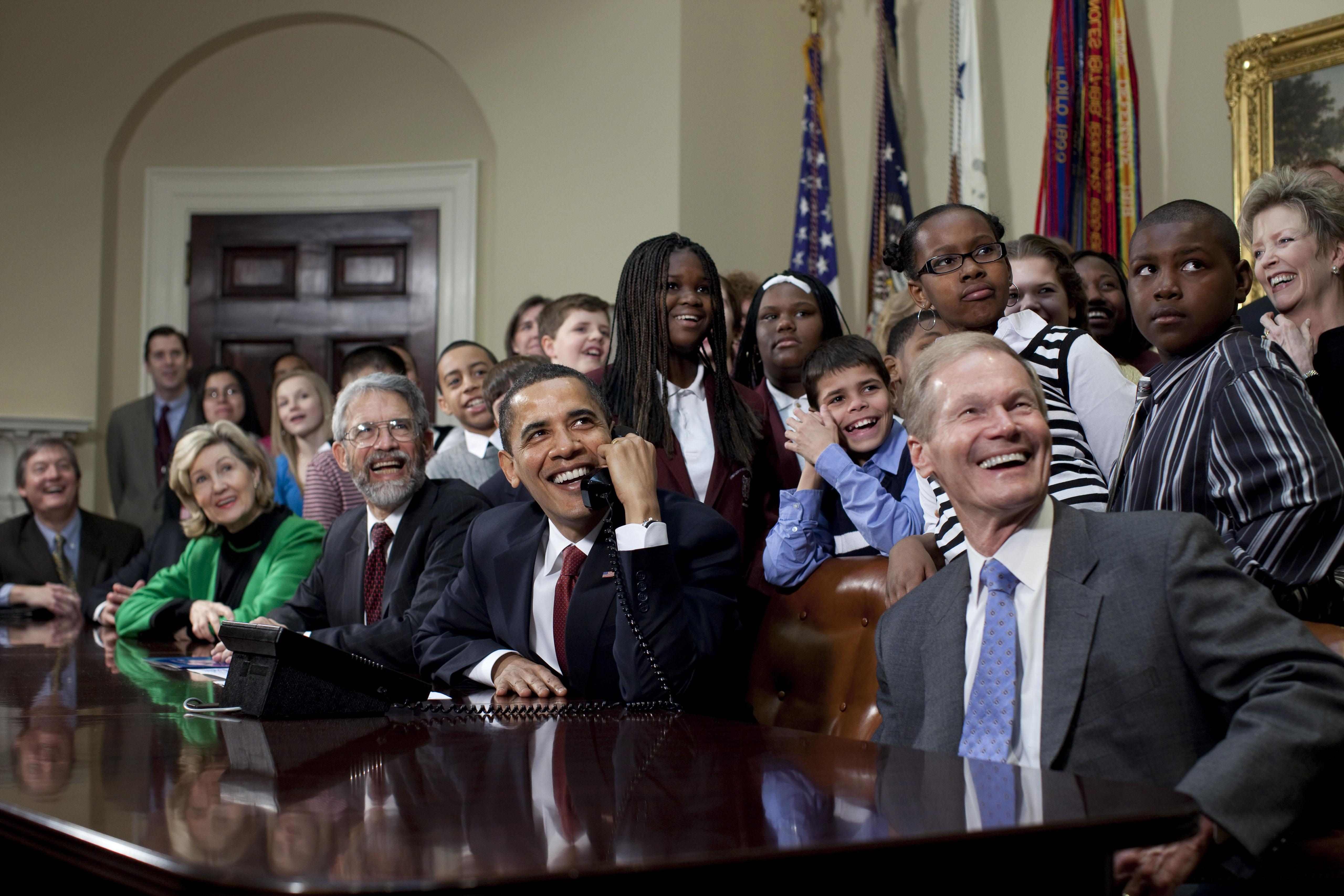
Barack Obama az ISS-t hívja

Este hatkor (CET) az ISS és a Discovery legénysége összegyűlt a Harmony modulban és beszélgetett az USA elnökével, Barack Obamával, ezen kívül a kongresszus egyes képviselőivel és iskolásokkal is a Fehér Házból.

### Tizenegyedik nap, március 25., leválás

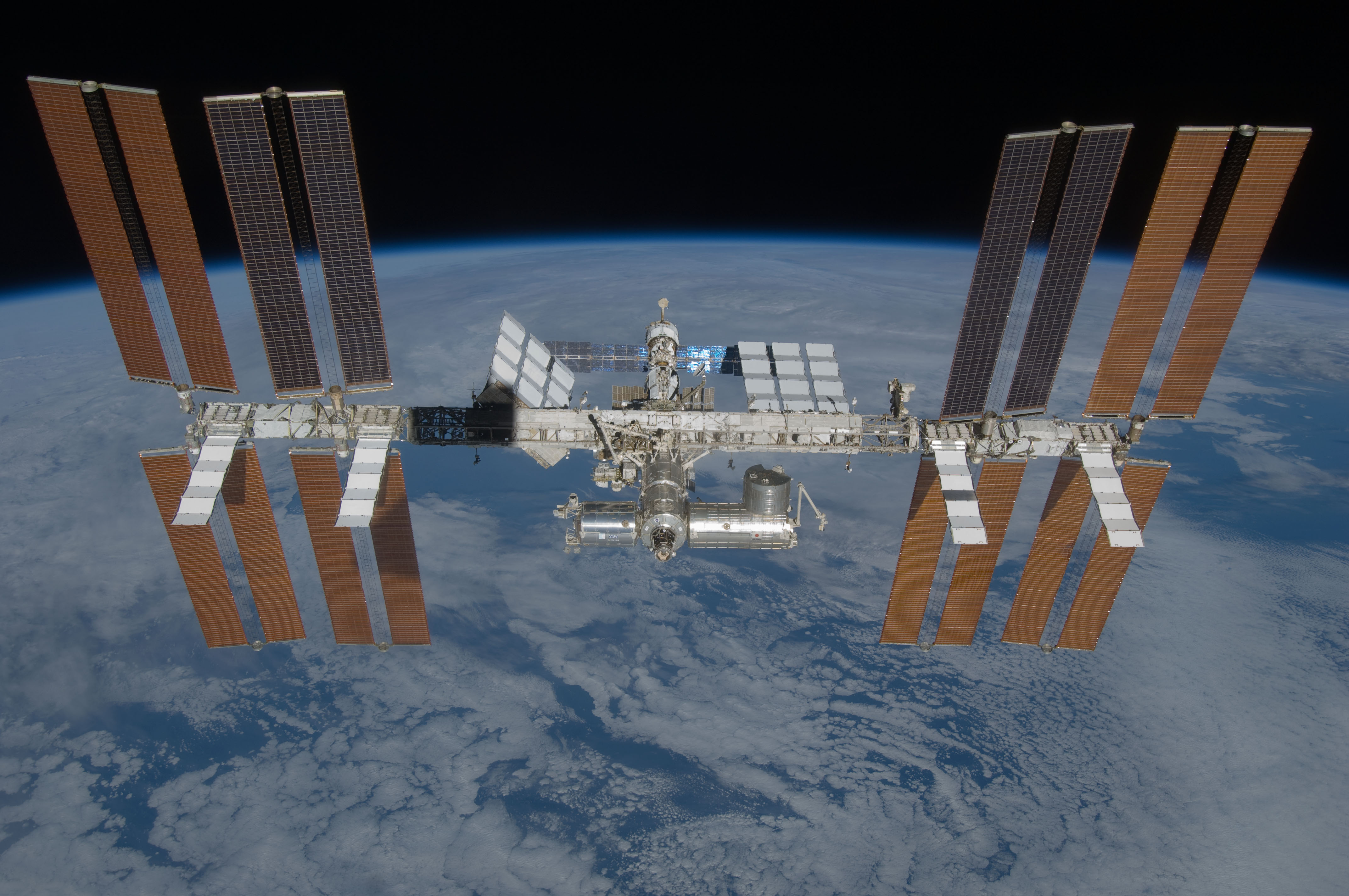
Az ISS a Discoveryről, a leválás után

Este hétkor a legénység lezárta a két űrjármű közti zsilipajtókat és a Discovery űrrepülőgép magyar idő szerint 20:53-kor vált le a Nemzetközi Űrállomásról, így megkezdte a három napos utazását vissza a Földre. A Discovery 9 napot, 20 órát és 10 percet töltött el az űrállomáson. Ezután az Orbiter körülrepülte az űrállomást és elkezdett távolodni az ISS-től.

### Tizenkettedik nap, március 26., pihenőnap
Ezen a napon többször is beindították OMS-t (orbitális manőverező rendszer), így módosította a pályáját az Orbiter. Utána átvizsgálták az űrsikló hővédőpajzsát az Orbiter Boom Sensor System (OBSS)-sel, esetleges törmelék-becsapódás miatt. A vizsgálat során a jobb, és a bal szárny belépőéleit és az orrkúpot is átnézték.

### Tizenharmadik nap, március 27.
Az hővédőpajzsról készített képeket kiértékelte a földi személyzet és nem találtak semmi olyat, ami veszélyezhetné a visszatérést a légkörbe. A legénység megkezdte a visszatéréshez az előkészületeket, minden eszközt elraktak a tárolórekeszekbe és ellenőrizték a rendszereket.

### Tizennegyedik nap, március 28., landolás

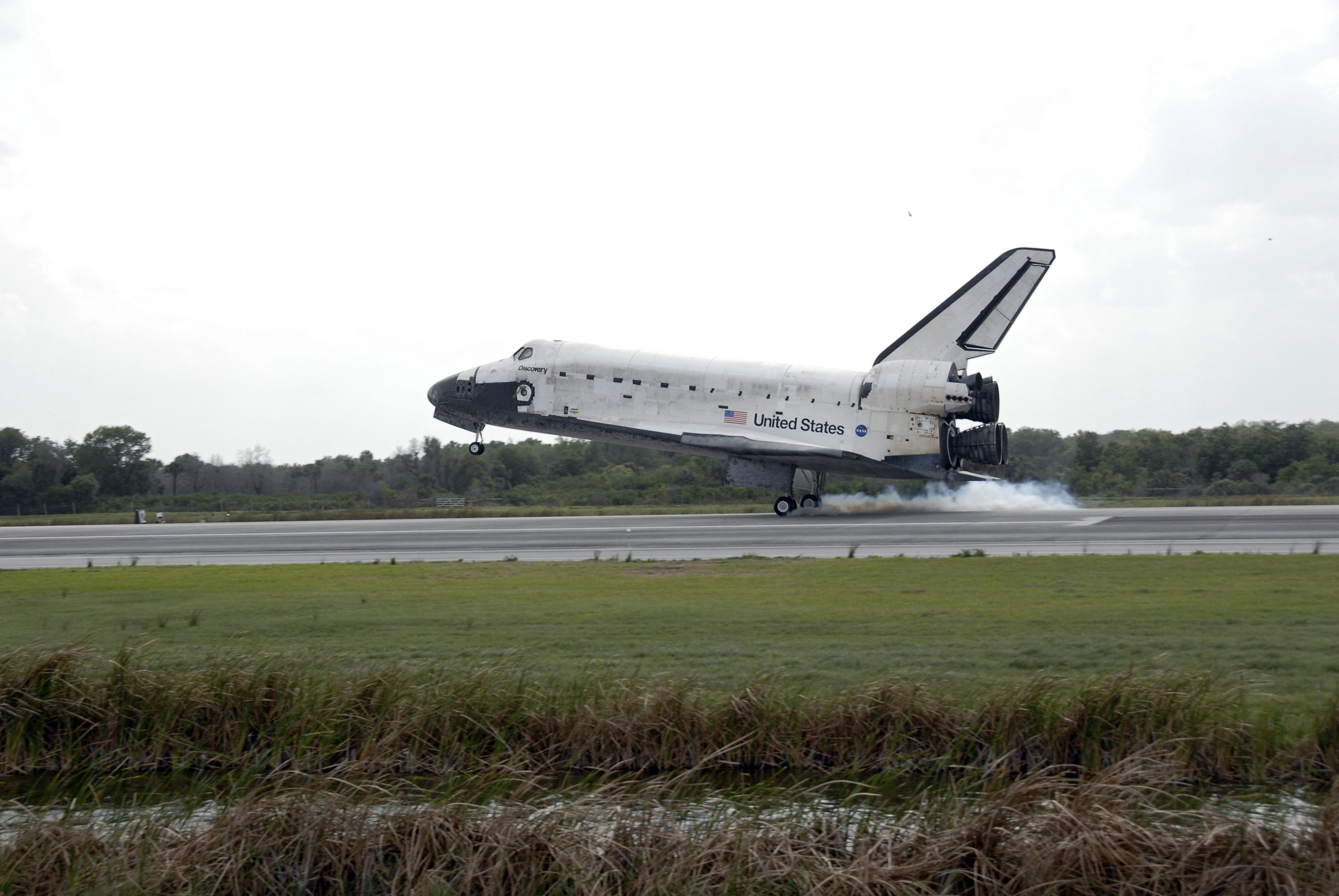
Discovery landolása a Kennedy Űrközpont 15-ös kifutóján

Eredetileg a leszállást a floridai Kennedy Űrközpontba 18:39-kor (CET) tervezték, de a rossz időjárási körülmények miatt egy keringéssel későbbre halasztották, 20:14-re (CET). Az Discovery űrrepülőgép 19:08-kor (CET) lépett be a föld légkörébe, és 20:13:40-kor ért földet a Kennedy Űrközpont 15-ös kifutóján. 8 500 000 kilométert repült, 202 alkalommal kerülte meg a Földet.

## Űrséták
- EVA 1: Steve Swanson and Richard Arnold (2009. március 19., 18:16-0:23 CET, 6 óra 7 perc)
- EVA 2: Swanson és Joseph M. Acaba (2009. március 21., 17:51-0:21 (CET), 6 óra 30 perc)
- EVA 3: Acaba és Arnold (2009. március 23., 16:37-23:04 (CET), 6 óra 27 perc)

## Média
- Discovery indítása 39A indítóállványról, a Kennedy Űrközpontból (STS–119 küldetés)

## Külső hivatkozások
- A küldetés a NASA TV-n követhető volt az interneten élőben. Archiválva 2009. március 12-i dátummal a Wayback Machine-ben